# هندسة زلازل
هندسة الزلازل (بالإنجليزية: Earthquake engineering)‏ هو فرع متعدد التخصصات من الهندسة يهتم بتصميم وتحليل الهياكل الإنشائية، مثل المباني والجسور، مع أخذ الزلازل في الاعتبار. الهدف العام لهندسة الزلازل هو جعل هذه المنشاءات أكثر مقاومة للزلازل. حيث يهدف مهندس زلازل (أو زلزالي) إلى بناء هياكل لا تتعرض للضرر كنتيجة لإهتزازات بسيطة، وسيتجنب حدوث أضرار جسيمة أو انهيارها في حالة الزلزال الكبيرة. وعليه فأن هندسة الزلازل هي المجال العلمي المعني بحماية المجتمع والبيئة الطبيعية والبيئة الاصطناعية من الزلازل من خلال الحد من مخاطر الزلزال إلى مستويات مقبولة اجتماعيًا اقتصاديًا. تقليديا، تم تعريفها بشكل محدد على أنها دراسة سلوك المنشاءات والمنشاءات المرتبطة بالتربة والتي تخضع لعملية التحميل الزلزالي. حيث تعتبر بمثابة مجموعة فرعية من الهندسة الإنشائية والهندسة الجيوتقنية والهندسة الميكانيكية والهندسة الكيميائية والفيزياء التطبيقية، الخ. ومع ذلك، فإن التكاليف الهائلة التي شهدتها الزلازل الأخيرة أدت إلى توسيع نطاقها ليشمل مجالات من المجال المدني الأوسع الهندسة والهندسة الميكانيكية والعلوم الاجتماعية، وخاصة علم الاجتماع والعلوم السياسية والإقتصاد والمالية.
الأهداف الرئيسية للهندسة الزلزالية هي:
- توقع العواقب المحتملة للزلازل القوية على المناطق الحضرية والبنية التحتية المدنية.
- تصميم وبناء وصيانة الهياكل لمقاومة التعرض للزلازل بما يصل إلى التوقعات ووفقًا لقوانين البناء.[2]

لا يجب بالضرورة أن يكون الهيكل الهندسي القوي قويًا جدًا أو مرتفع التكلفة. ولكن يجب أن يكون مصمما بشكل صحيح لتحمل الآثار الزلزالية مع الحفاظ على مستوى مقبول من الضرر.

## التحميل الزلزالي
المقال الرئيسي: التحميل الزلزالي

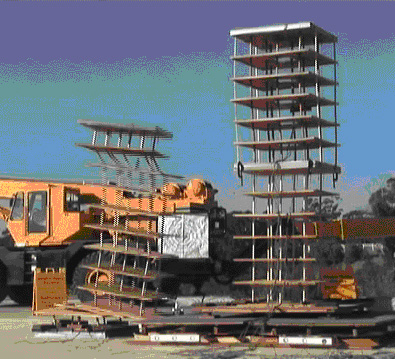
اختبار التصادم على طاولة اهتزاز لنموذج مبنى تقليدي (على اليسار) ونموذج بناء معزول أساسًا (على اليمين) في جامعة كاليفورنيا في سان فرانسيسكو

التحميل الزلزالي (بالإنجليزية: Seismic loading)‏ يعني تطبيق الإثارة الناتجة عن الزلزال على المنشاءة (أو الجزء من المنشاءة المرتبطة بالتربة). يحدث ذلك عند الأسطح الملامسة للهيكل إما بالأرض، مع الهياكل المجاورة، أو مع موجات الجاذبية من تسونامي. يتم تقدير التحميل المتوقع في موقع معين على سطح الأرض بواسطة علم الزلازل. وهو مرتبط بالخطر الزلزالي للموقع.

## الأداء الزلزالي
المقال الرئيسي: التحليل الزلزالي
تحدد الزلازل أو الأداء الزلزالي قدرة الهيكل على الحفاظ على وظائفه الرئيسية، مثل سلامته وقابلية للخدمة، عند التعرض للزلازل أو بعده. وعادة ما يعتبر الهيكل آمنًا إذا لم يعرض حياة ورفاهية الأشخاص الموجودين في أو حوله للخطر من خلال الانهيار جزئيًا أو كليًا. يمكن اعتبار الهيكل قابلاً للخدمة إذا كان قادرًا على الوفاء بوظائفه التشغيلية التي صُمم من أجلها.
المفاهيم الأساسية للهندسة الزلزالية، التي تنفذ في قوانين البناء الرئيسية، تفترض أن المبنى يجب أن ينجو من زلزال نادر وشديد للغاية من خلال الحفاظ على ضرر كبير ولكن بدون انهيار كلي. ولكن من ناحية أخرى، ينبغي أن تظل المنشاءة تعمل من أجل أحداث زلزالية أكثر تكرارا، ولكنها أقل حدة.
تقييم الأداء الزلزالي
يحتاج المهندسون إلى معرفة المستوى الكمي للأداء الزلزالي الفعلي أو المرتقب المرتبط بالضرر المباشر لمبنى فردي خاضع لاهتزاز أرضي محدد. ويمكن إجراء مثل هذا التقييم إما تجريبيًا أو تحليليًا.
التقييم التجريبي
التقييمات التجريبية هي اختبارات مكلفة يتم إجراؤها عادة عن طريق وضع نموذج (مقياس) للهيكل على طاولة اهتزاز يحاكي الأرض تهتز وتراقب سلوكها. أجريت هذه الأنواع من التجارب لأول مرة منذ أكثر من قرن من الزمان. فقط في الآونة الأخيرة أصبح من الممكن إجراء اختبار بمقاس مطابق أو نسبة 1: 1 على هياكل كاملة.

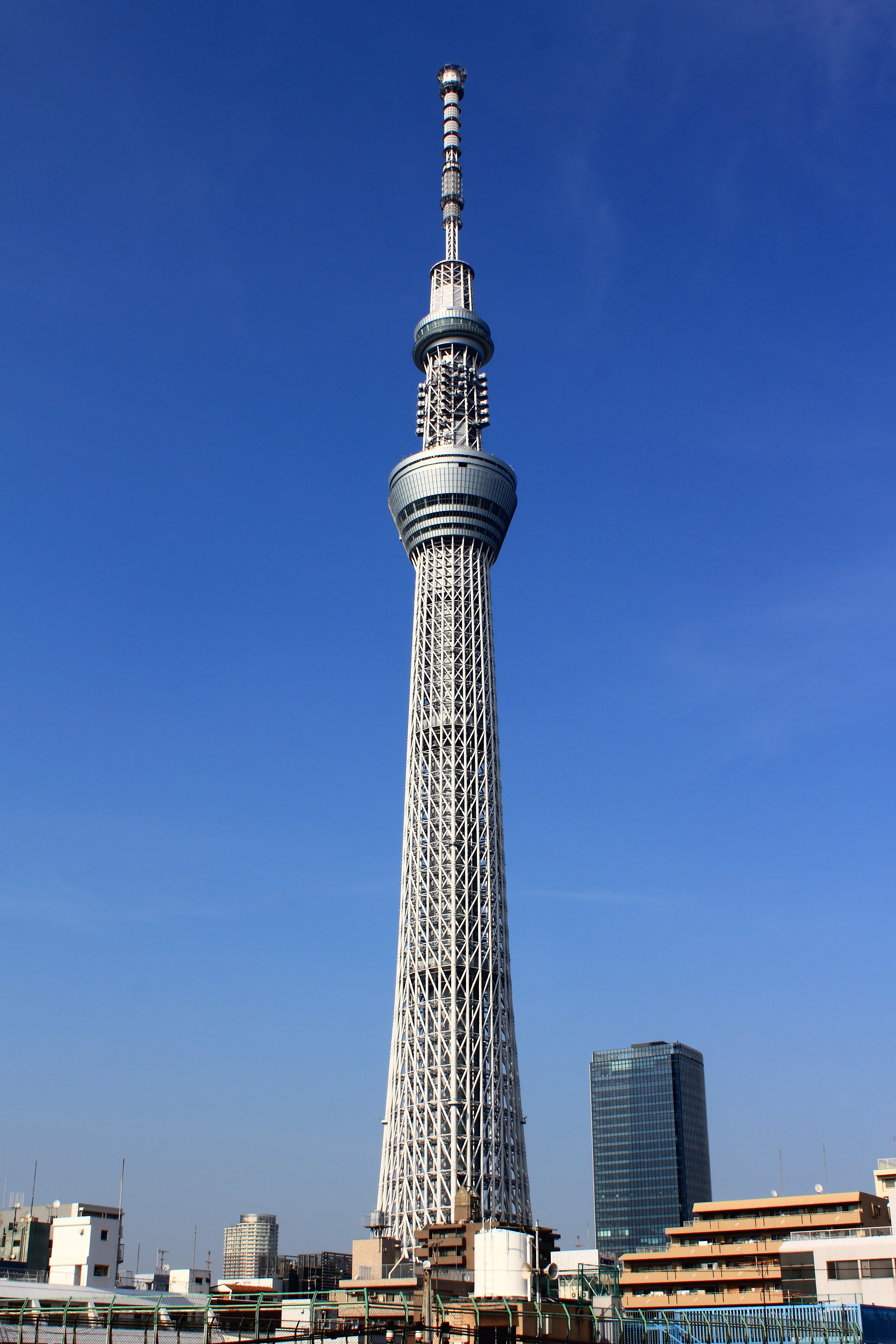
إن طوكيو سكاي تري، المجهزة بمخمد ضخم ، هي أطول برج في العالم وهي ثاني أطول مبنى في العالم.

و بسبب الطبيعة المكلفة لمثل هذه الاختبارات، فإنها تستخدم عادةً لفهم السلوك الهيكلي للهياكل، والتحقق من صحة النماذج والتحقق من طرق التحليل. وهكذا، بمجرد التحقق من صحته، فإن النماذج الحسابية والإجراءات العددية تميل إلى تحمل العبء الأكبر لتقييم أداء المنشآت الزلزالية.

## التقييم التحليلي / العددي

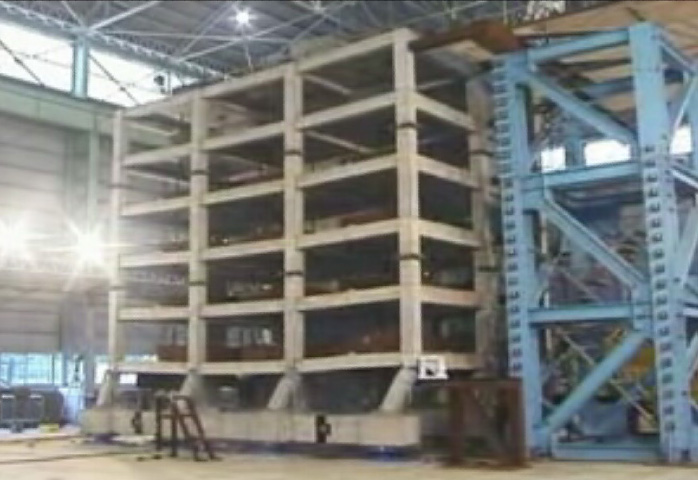
لقطة من فيديو من طاولة اهتزازات من مبنى مكون من 6 طوابق في أختبار غير مدمر

يعتبر تقييم الأداء الزلزالي أو التحليل الإنشائي للزلازل أداة قوية في هندسة الزلازل يمكن أن تستخدم في النمذجة التفصيلية للمنشاءة مع أساليب التحليل الإنشائي للحصول على فهم أفضل للأداء الزلزالي للمباني والمنشاءات من غير المباني. وهذا الأسلوب هو مفهوم قوانين البناء الحالي وهذا التطور حديث نسبيا.
و بشكل عام، يعتمد التحليل الإنشائي الزلزالي على طريقة الديناميكية الإنشائية. لعقود من الزمان، كانت هذه الطريقة في التحليل الزلزالي هي الأبرز ولكن طريقة طيف الاستجابة للزلزال ساهمت أيضًا في مفهوم كود البناء المقترح اليوم.
ومع ذلك، فإن مثل هذه الطرق جيدة فقط للأنظمة المرنة الخطية، حيث أنها غير قادرة إلى حد كبير على تصميم السلوك الانشنائي عند ظهور الضرر (أي النظم اللاخطية). ولقد أثبت التكامل العددي خطوة بخطوة أنه طريقة أكثر فاعلية لتحليل للأنظمة الإنشائية متعددة درجات الحرية مع عدم الخطية الكبيرة تحت عملية عابرة لإثارة الحركة الأرضية.
في الأساس، يتم إجراء التحليل العددي من أجل تقييم الأداء الزلزالي للمباني. يتم تنفيذ تقييمات الأداء بشكل عام باستخدام التحليل المتتالي غير الخطي الثابت أو تحليل التاريخ الزمني غير الخطي. في مثل هذه التحليلات، من الضروري تحقيق نمذجة غير خطية دقيقة للمكونات الهيكلية مثل الحزم، والأعمدة، والمفاصل عمود العمود، وجدران القص، وهكذا، تلعب النتائج التجريبية دورا هاما في تحديد معالم النمذجة للمكونات الفردية، وخاصة تلك التي تخضع لتشوهات غير خطية كبيرة. ثم يتم تجميع المكونات الفردية لإنشاء نموذج كامل غير خطي للهيكل. وبالتالي يتم تحليل النماذج التي تم إنشاؤها لتقييم أداء المباني.
في الأساس، يتم إجراء التحليل العددي من أجل تقييم الأداء الزلزالي للمباني. يتم تنفيذ تقييمات الأداء بشكل عام باستخدام التحليل المتتالي غير الخطي الثابت أو تحليل التاريخ الزمني غير الخطي. في مثل هذه التحليلات، من الضروري تحقيق نمذجة غير خطية دقيقة للمكونات الهيكلية مثل الحزم، والأعمدة، والمفاصل عمود العمود، وجدران القص، وهكذا، تلعب النتائج التجريبية دورا هاما في تحديد معالم النمذجة للمكونات الفردية، وخاصة تلك التي تخضع لتشوهات غير خطية كبيرة. ثم يتم تجميع المكونات الفردية لإنشاء نموذج كامل غير خطي للهيكل. وبالتالي يتم تحليل النماذج التي تم إنشاؤها لتقييم أداء المباني.
و تعتبر قدرات برنامج التحليل الإنشائي من الاعتبارات الرئيسية في العملية المذكورة أعلاه لأنها تقيد نماذج المكونات الممكنة، وطرق التحليل المتاحة، والأهم من ذلك، القوة العددية. ويصبح هذا الأخير اعتبارًا أساسيًا للهياكل التي تدخل في نطاق غير خطي وتهيمن على الانهيار العالمي أو المحلي حيث يصبح الحل العددي غير مستقر بشكل متزايد وبالتالي يصعب الوصول إليه. هناك العديد من برامج تحليل العناصر المحدودة المتوفرة تجارياً مثل CSI-SAP2000 و CSI-PERFORM-3D و Scia Engineer-ECtools والتي يمكن استخدامها في تقييم الأداء الزلزالي للمباني. علاوة على ذلك، هناك منصات تحليل العناصر المحدودة القائمة على الأبحاث مثل OpenSees و RUAUMOKO و DRAIN-2D / 3D الأقدم، والعديد منها الآن مفتوح المصدر.

## البحث العلمي في هندسة الزلازل
البحث عن هندسة الزلازل يعني كل من الميدان والبحوث التحليلية أو التجريب يهدف لاكتشاف والتفسير العلمي للحقائق المتعلقة هندسة الزلازل، ومراجعة المفاهيم التقليدية في ضوء الاكتشافات الجديدة، والتطبيق العملي للنظريات المتقدمة.
مؤسسة العلوم الوطنية (بالإنجليزية: National Science Foundation)‏ واختصاراً (NSF) هي الوكالة الحكومية الأمريكية الرئيسية التي تدعم البحوث الأساسية والتعليم في جميع مجالات هندسة الزلازل. على وجه الخصوص، فإنه يركز على البحوث التجريبية والتحليلية والحاسوبية على تصميم وتحسين الأداء في النظم الهيكلية.
يعد معهد أبحاث الهندسة الأرضية للزلازل (EERI) رائدًا في نشر المعلومات المتعلقة بالأبحاث الهندسية للزلازل في الولايات المتحدة والعالم.
ويمكن الاطلاع على قائمة مفصلة لبحوث هندسة الزلازل المرتبطة بطاولات الاهتزاز في جميع أنحاء العالم في مراكز الأبحات التجريبية لمحاكة هندسة الزلازل في جميع أنحاء العالم. [13] أبرزها الآن هو طاولة اهتزاز E-Defense في اليابان.
البرامج البحثية الرئيسية في الولايات المتحدة
يدعم برنامج NSF للتخفيف من مخاطر الأخطار والهندسة الهندسة الإنشائية (HMSE) الأبحاث المتعلقة بالتكنولوجيات الجديدة لتحسين سلوك واستجابة النظم الإنشائية الخاضعة لمخاطر الزلازل؛ البحث الأساسي حول سلامة وموثوقية النظم المبنية؛ التطورات المبتكرة في التحليل والمحاكاة القائمة على النموذج للسلوك الهيكلي والاستجابة بما في ذلك تفاعل بنية التربة؛ مفاهيم التصميم التي تعمل على تحسين أداء الهيكل والمرونة؛ وتطبيق تقنيات تحكم جديدة للأنظمة الهيكلية.
نعمل شبكة محاكاة هندسة الزلازل (بالإنجليزية: Network for Earthquake Engineering Simulation )‏ وتختصر (NEES) على تطوير اكتشاف المعرفة والابتكار من أجل الزلازل والتخفيف من خسائر البنى التحتية المدنية في البلاد كنتيجة للتسونامي وتقنيات المحاكاة التجريبية الجديدة والأجهزة.
تتميز شبكة NEES بوجود 14 مختبراً موزعة جغرافياً ومشتركة الاستخدام تدعم عدة أنواع من الأعمال التجريبية: أبحاث الطرد المركزي الجيوتقني، واختبارات جدول الاهتزاز، والاختبارات الهيكلية على نطاق واسع، وتجارب موجات تسونامي، والبحوث الميدانية. تشمل الجامعات المشاركة: جامعة كورنيل. جامعة ليهاي جامعة ولاية أوريغون؛ معهد رينسلار للفنون المتعددة؛ جامعة بوفالو، جامعة ولاية نيويورك؛ جامعة كاليفورنيا، بيركلي؛ جامعة كاليفورنيا ، ديفيس. جامعة كاليفورنيا، لوس أنجلوس؛ جامعة كاليفورنيا ، سان دييغو؛ جامعة كاليفورنيا ، سانتا باربرا. جامعة إلينوي ، أوربانا شامبين؛ جامعة مينيسوتا؛ جامعة نيفادا ، رينو. وجامعة تكساس ، أوستن.
ترتبط مواقع المعدات (المختبرات) ومستودع البيانات المركزي بالمجتمع الهندسي العالمي للزلازل عبر موقع NEEShub. يتم تشغيل موقع NEES بواسطة برنامج HUBzero الذي تم تطويره في جامعة بيردو لـ nanoHUB خصيصًا لمساعدة المجتمع العلمي على مشاركة الموارد والتعاون. وتوفر البنية التحتية الإلكترونية، المتصلة عبر الإنترنت 2، أدوات محاكاة تفاعلية، ومنطقة تطوير أداة محاكاة، ومستودع بيانات مركزي منظم، وعروض تقديمية متحركة، ودعم المستخدم، والتواجد عن بعد، وآلية لتحميل الموارد ومشاركتها، وإحصاءات عن المستخدمين وأنماط الاستخدام.
تتيح هذه البنية التحتية للباحثين ما يلي: تخزين البيانات وتنظيمها ومشاركتها بشكل آمن داخل إطار موحد في موقع مركزي؛ المراقبة عن بعد والمشاركة في التجارب من خلال استخدام بيانات وفيديو متزامن في الوقت الفعلي؛ التعاون مع الزملاء لتسهيل التخطيط والأداء والتحليل ونشر التجارب البحثية؛ وإجراء عمليات المحاكاة الحاسوبية والهجينة التي قد تجمع بين نتائج التجارب الموزعة المتعددة وربط التجارب الفيزيائية بمحاكاة حاسوبية لتمكين إجراء تحقيق في الأداء العام للنظام.
توفر هذه الموارد بشكل مشترك وسائل التعاون واكتشاف تحسين التصميم الزلزالي وأداء أنظمة البنية التحتية المدنية والميكانيكية.
محاكاة الزلزال
تم إجراء أول محاكاة للزلازل من خلال تطبيق بعض قوى القصور الذاتي الأفقية بشكل ثابت على أساس نمذجة ذروة التسارع الأرضي إلى نموذج رياضي للمبنى. مع التطوير الإضافي للتقنيات الحاسوبية، بدأت أختبارات التحليل الإستاتيكية في إفساح المجال أمام للأساليب الديناميكية.
قد تكون التجارب الديناميكية على المباني والمنشآت من غير المباني فيزيائية، مثل اختبار جدول الاهتزاز، أو تجارب افتراضية. في كلتا الحالتين، للتحقق من الأداء الزلزالي المتوقع للهيكل، يفضل بعض الباحثين التعامل مع ما يسمى «التاريخ الزمني الحقيقي» على الرغم من أن الأخير لا يمكن أن يكون «حقيقي» لأن الزلزال في الآختبارات افتراضي يحدده إما كودات البناء أو بعض نتائج الأبحاث العملية. ولذلك، هناك حافز قوي للانخراط في محاكاة للزلازل وهي المدخلات الزلزالية التي تمتلك فقط السمات الأساسية لحدث حقيقي.
في بعض الأحيان، تُفهم محاكاة الزلازل على أنها إعادة خلق التأثيرات المحلية لأهتزاز الأرض بقوة.
محاكاة المنشاءة

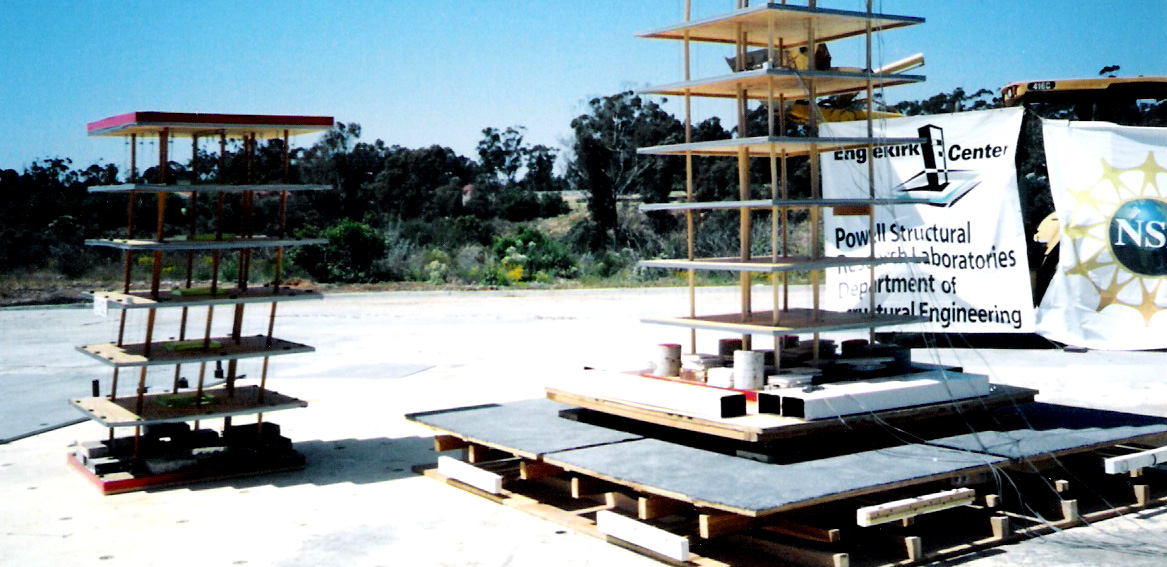
تجارب متزامنة مع اثنين من نماذج البناء التي هي مكافئة حركيا للنموذج الحقيقي

بشكل عام، يقال إن نموذج البناء يتشابه مع الكائن الحقيقي إذا كان التشابه الهندسي هما التشابه الحركي والتشابه الحركي والتشابه الديناميكي. النوع الأكثر تشويقاً وحيوية للتشابه هو النوع الحركي. يوجد التشابه الحركي عندما تكون مسارات وسرعات الجسيمات المتحركة للنموذج والنسخة الأولية من النموذج متشابهة.
المستوى النهائي للتشابه الحركي هو التكافؤ الحركي عندما، وفي حالة هندسة الزلازل، سيكون التاريخ الزمني لكل إزاجة جانبية للنموذج والنسخة الأولية هو نفسه.

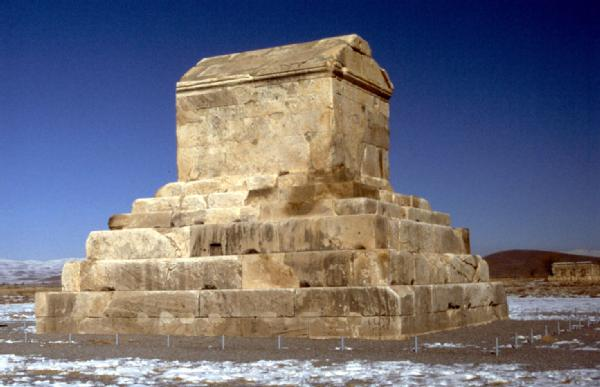
ضريح كورش ، أقدم منشأءة معزولة في العالم

## التحكم في الاهتزازات الزلزالية
التحكم في الاهتزازات الزلزالية هو مجموعة من الوسائل التقنية التي تهدف إلى التخفيف من التأثيرات الزلزالية في المباني والبناء غير البناء. يمكن تصنيف جميع أجهزة التحكم بالاهتزازات الزلزالية على أنها سلبية أو نشطة أو هجينة  حيث:
- أجهزة التحكم السلبي ليس لديها القدرة على بناء رد الفعل بين العناصر الهيكلية والأرض.
- تتضمن أجهزة التحكم النشطة أجهزة تسجيل في الوقت الحقيقي على الأرض متكاملة مع معدات معالجة مدخلات الزلازل ومحركات داخل الهيكل؛
- تتميز أجهزة التحكم الهجينة بميزات أنظمة التحكم النشطة والسلبية.[14]

عندما تصل الموجات الزلزالية الأرضية إلى السطح وتبدأ في اختراق قاعدة المبنى، فإن كثافة تدفق الطاقة الخاصة بها، وبسبب الانعكاسات، تقل بشكل كبير: عادة، ما يصل هذا النقصان إلى 90٪. ومع ذلك، فإن الأجزاء المتبقية من الموجة التي حدثت أثناء حدوث زلزال كبير ما زالت تحمل إمكانات هائلة مدمرة.
و بعد دخول الموجات الزلزالية إلى بنية فوقية، هناك عدد من الطرق للتحكم فيها من أجل تهدئة تأثيرها الضار وتحسين الأداء الزلزالي للمبنى، على سبيل المثال:
- لتبديد طاقة الأمواج داخل بنية فوقية مع مخمدات صممت بشكل صحيح؛
- لتفريق طاقة الأمواج بين نطاق أوسع من الترددات؛
- لامتصاص الأجزاء الرنانة من نطاق ترددات الموجة بأكملها بمساعدة من المخمدات الجماعية المسماة.[15]

ومع ذلك، هناك نهج آخر تماما: وهو قمع جزئي لتدفق الطاقة الزلزالية إلى البنية الفوقية المعروفة باسم العزلة الزلزالية أو القاعدة.
ولهذا السبب، يتم إدخال بعض الوسائد في أو تحت جميع العناصر الرئيسية التي تحمل الحمولة في قاعدة المبنى، والتي يجب أن تفصل بشكل كبير عن البنية الفوقية من المنشأءة فوق سط الأرض عن البنية التحتية تحت سطح الأرض التي ترتكز على أرضية اهتزاز.
تم اكتشاف أول دليل على حماية الزلازل باستخدام مبدأ عزل القاعدة في باسارجاد، وهي مدينة في بلاد فارس القديمة، والآن إيران، ويعود تاريخها إلى القرن السادس قبل الميلاد. أدناه، هناك بعض عينات من تقنيات التحكم بالاهتزاز الزلزالي معاصرة.

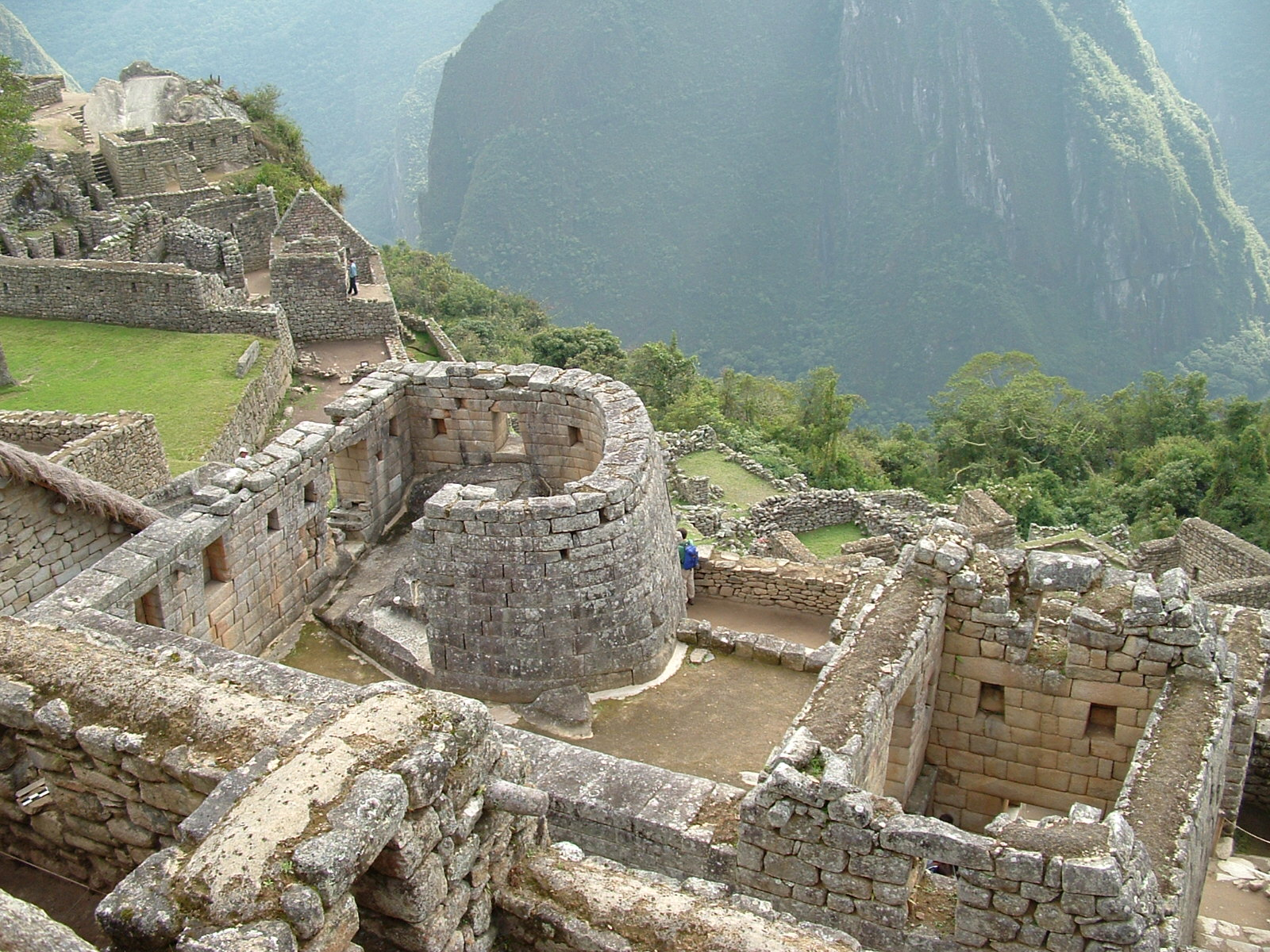
الجدران الحجرية الجافة لمعبد ماتشو بيتشو للشمس، بيرو

## السيطرة في الجدران الحجرية الجافة
كان الناس من حضارة الإنكا أسياد «الجدران الحجرية الجافة» المصقولة، والتي تسمى "أشلار"، حيث تم قطع كتل من الحجر لتتواءم مع بعضها البعض بإحكام دون وجود أي مادة رابطة. كان الإنكا من بين أفضل بناة الحجارة التي شهدهم العالم على الإطلاق  وكانت العديد من التقاطعات في أبنية البناء مثالية لدرجة أن شفرات العشب لم تستطع المرور بين الحجارة.
البيرو حيث وجدت حضارة الإنكا هي أرض زلزالية للغاية ولعدة قرون أثبت البناء الخالي من المواد الرابطة أنه مقاوم للزلازل على ما يبدو أكثر من استخدام مواد رابطة بين الحجارة. حيث يمكن للحجارة من الجدران الحجرية الجافة التي بناها الإنكا التحرك قليلاً وإعادة التوطين دون انهيار الجدران، وهي تقنية تحكم إنشائي سلبي توظف مبدأ تبديد الطاقة (تثبيط الكولوم) وتثبيط تضخيم الرنين.